# Museo de la Hermandad de la Esperanza de Triana
El Museo de la Hermandad de la Esperanza de Triana está localizado en la ciudad española de Sevilla en la calle de la Pureza en la Capilla de los Marineros donde la hermandad de la Madrugada muestra su patrimonio. Allí dentro podemos ver su maravillosa historia como hermandad, sus pasos procesionales, los mantos de la Esperanza de Triana..... Un buen lugar para pasar un rato conociendo sobre la hermandad .
El proyecto museístico fue configurado por el convenio de colaboración entre el hermano mayor de la Esperanza de Triana, la Fundación Cajasol y Obra social La Caixa con el objetivo de convertir la antigua sala de exposiciones en un Museo del Tesoro Devocional.

## Colección
El Museo cuenta con los tesoros de la cofradía, donde muestra desde los pasos, como es el del misterio, hasta las joyas y mantos de la Virgen. Además, el museo vincula sus enseres a la cerámica y el regionalismo. 
A la izquierda de la Capilla de los Marineros tras pasar la tienda de recuerdos se encuentra el Tesoro Devocional de la Hermandad.
Consta de tres salas:
Antes de iniciar el recorrido se muestran algunas insignias de la cofradía. 

### Sala 1
La primera sala está dedicada al paso de la Virgen de La Esperanza visto desde atrás, con la bambalina diseñada por Jose Recio como el resto del palio a la que contribuyeron en los bordados interiores las religiosas del Convento de Santa Isabel; los varales; candelabros; el manto y el faldón trasero, ambos de los años 90 y el respiradero del año 1956.

### Sala 2
En la segunda sala se expone el paso del Misterio del Cristo de las Tres Caídas donde se expone con la imagen del esclavo etíope. El paso fue diseñado y tallado en los años 70. Se muestra también el simpecado bordada en oro y seda, además de insignias, orfebrería e imágenes. 
A continuación se expone el techo del palio realizado en oro y sedas sobre malla y terciopelo diseñado por José Recio hacia 1917.
Para culminar, debemos mencionar el estandarte bordado en oro y sedas sobre terciopelo en 1928.

### Sala 3
Por último la tercera sala está dividida en seis secciones compuestas por el tesoro devocional, con ajuar, mantos y tocas bordadas y sayas.
También puede verse el palio con sus elementos todos ellos de las partes traseras y laterales, como respiraderos, bambalinas y faldones; con paneles digitales como también cuenta la sala dedicada a Cristo. 
En otra de sus zonas se expone el manto de los dragones diseñado en 1946 por José Recio y su hijo, bordado en oro y sedas sobre terciopelo verde, y el techo del palio. 
Se ha creado una zona dedicada a la coronación de la Virgen con la presea, y algunos documentos y objetos.
Por otro lado, se exponen piezas cedidas por el Museo de la Cerámica de Triana.
Este Museo expresa a la perfección la personalidad de la cofradía unida al Barrio de Triana y los oficios tradicionales de este; ceramistas y mareantes. 
A continuación se pueden observar tesoros y reliquias de artistas y personalidades españolas ligadas y devotas de la hermandad que donaron sus enseres, como pueden ser Carmen Ordóñez con la exposición de su vestido de novia cubierto por el traje de luces de quien fuese su marido, el torero Paquirri. O piezas de otros toreros como Fran Rivera. 
Otras celebridades también están expuestas en este museo, es el caso de Macarena del Río. 
Además cuenta con piezas de órdenes militares como la Armada Española, e incluso de la Casa Real con el fajín de Don Juan de Borbón que sale con la Virgen de la Esperanza en procesión. 

## El edificio
Dentro de la Capilla de los Marineros, situada en el Barrio de Triana se encuentra el Museo Devocional de la Hermandad. El exterior de la fachada se corresponde con la arquitectura sevillana de segunda mitad del siglo XVIII.
En 2010 se realiza la ampliación de la Capilla de los Marineros, que tras años de obras, culminó con la bendición por Juan José Asenjo Pelegrina, Arzobispo de Sevilla; se triplicó el espacio y se añadieron nuevas dependencias viéndose completado con el Museo con la intención devocional de Nuestra Señora de la Esperanza y del Santísimo Cristo de las Tres Caídas.
Se incluye un ventanal con vistas a diferentes símbolos de la ciudad, como el río Guadalquivir, la Giralda, Torre del Oro y La Maestranza. 
El interior del Museo está inspirado en el mobiliario de los años 30 en estilo Art Decó, con vitrinas en madera de iroko y tapizadas en seda.

## La Hermandad
La cofradía, con su origen en el siglo XV, fue fundada en la Parroquia Santa Ana con las Hermandades de la Esperanza y San Juan Evangelista, y más tarde con la Hermandad de Las Tres Caídas en el siglo XVII cuando se fusionan.
Esquivias y Carrero afirman que la Esperanza de Triana fue fundada en 1418. En 1579 ya era de Penitencia.
En 1736 la Hermandad abandonó el hospital, con sus idas y venidas, trasladándose a la parroquia de Santa Ana, pasando por el Convento de Nuestra Señoría de los Remedios y trasladándose a la iglesia de San Jacinto en 1868. En 1939 se readquiere la Capilla de los Marineros de la calle Pureza. Entre sus miembros había marineros y personas que se dedicaban al comercio ultramarino, además de los gremios de ceramistas.
Hoy son 14 600 hermanos en la cofradía, de los cuales 2600 son nazarenos que visten con antifaz y túnica morada con el Cristo y verde para la Virgen además de su capa blanca. 
La Cofradía sale en la procesión de la Semana Santa sevillana la madrugada del Viernes Santo, precedido de El Calvario en quinto lugar  en el orden de entrada en carrera oficial (“La Madrugá”) siendo Los Gitanos quienes le suceden. 
Constituye no sólo la más antigua hermandad de Triana, sino una de las más antiguas de Sevilla